# Нингбо
Нингбо (宁波) град је Кини у покрајини Џеђанг. Према процени из 2009. у граду је живело 731.530 становника.

## Становништво
Према процени, у граду је 2009. живело 731.530 становника.
| 1990.   | 2000.   | 2009    |
| ------- | ------- | ------- |
| 548.277 | 689.344 | 731.530 |

## Партнерски градови
- Ахен
- Окланд
- Masuda
- Руан
- Верона